# Gunung Tengkunjerang
Gunung Tengkunjerang är ett berg i Indonesien.   Det ligger i provinsen Aceh, i den västra delen av landet, 1 600 km nordväst om huvudstaden Jakarta. Toppen på Gunung Tengkunjerang är 812 meter över havet, eller 140 meter över den omgivande terrängen. Bredden vid basen är 1,3 km.
Terrängen runt Gunung Tengkunjerang är kuperad åt sydost, men åt nordväst är den bergig. Terrängen runt Gunung Tengkunjerang sluttar österut. Trakten runt Gunung Tengkunjerang är nära nog obefolkad, med mindre än två invånare per kvadratkilometer. I omgivningarna runt Gunung Tengkunjerang växer i huvudsak städsegrön lövskog.